# Architettura paleocristiana

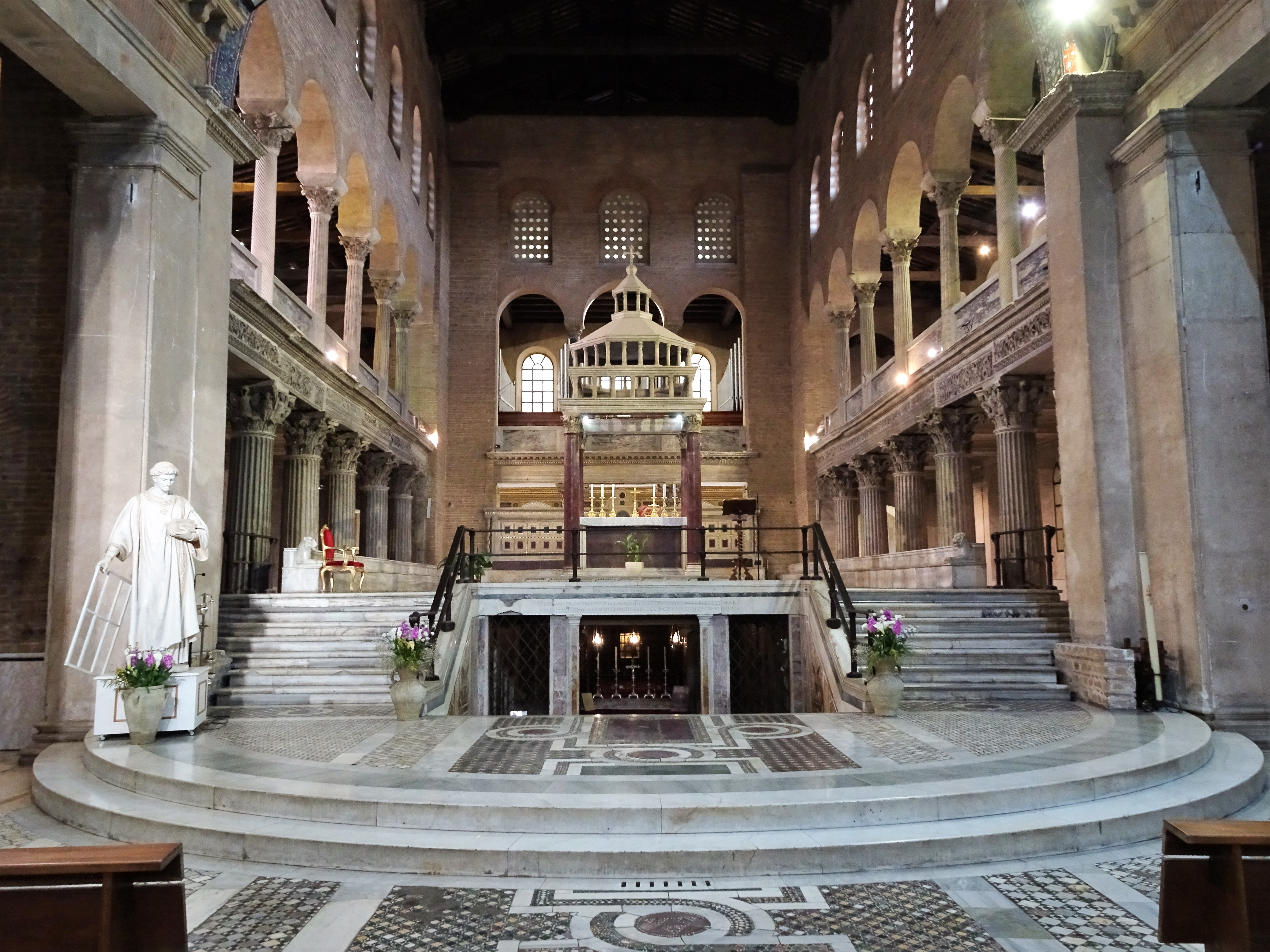
L'interno della Basilica di San Lorenzo fuori le mura a Roma.

L'architettura paleocristiana, cioè dei primi secoli del Cristianesimo, ha una data spartiacque fra un periodo contrapposto: l'editto di Milano del 313 da parte dell'imperatore Costantino, che permise la libertà di culto per i cristiani e fu quindi possibile da questo momento in poi erigere edifici pubblici per la liturgia cristiana.
Fino ad allora il culto cristiano era considerato religione illecita nell'Impero romano e quindi le riunioni di fedeli avvenivano specialmente in case private, chiamate Domus ecclesiae. Le uniche architetture cristiane anteriori al IV secolo (a parte i rari scavi che hanno riportato alla luce domus ecclesiae, essendo queste spesso coperte da chiese successive) sono le strutture ipogee dette in seguito catacombe.

## Catacombe

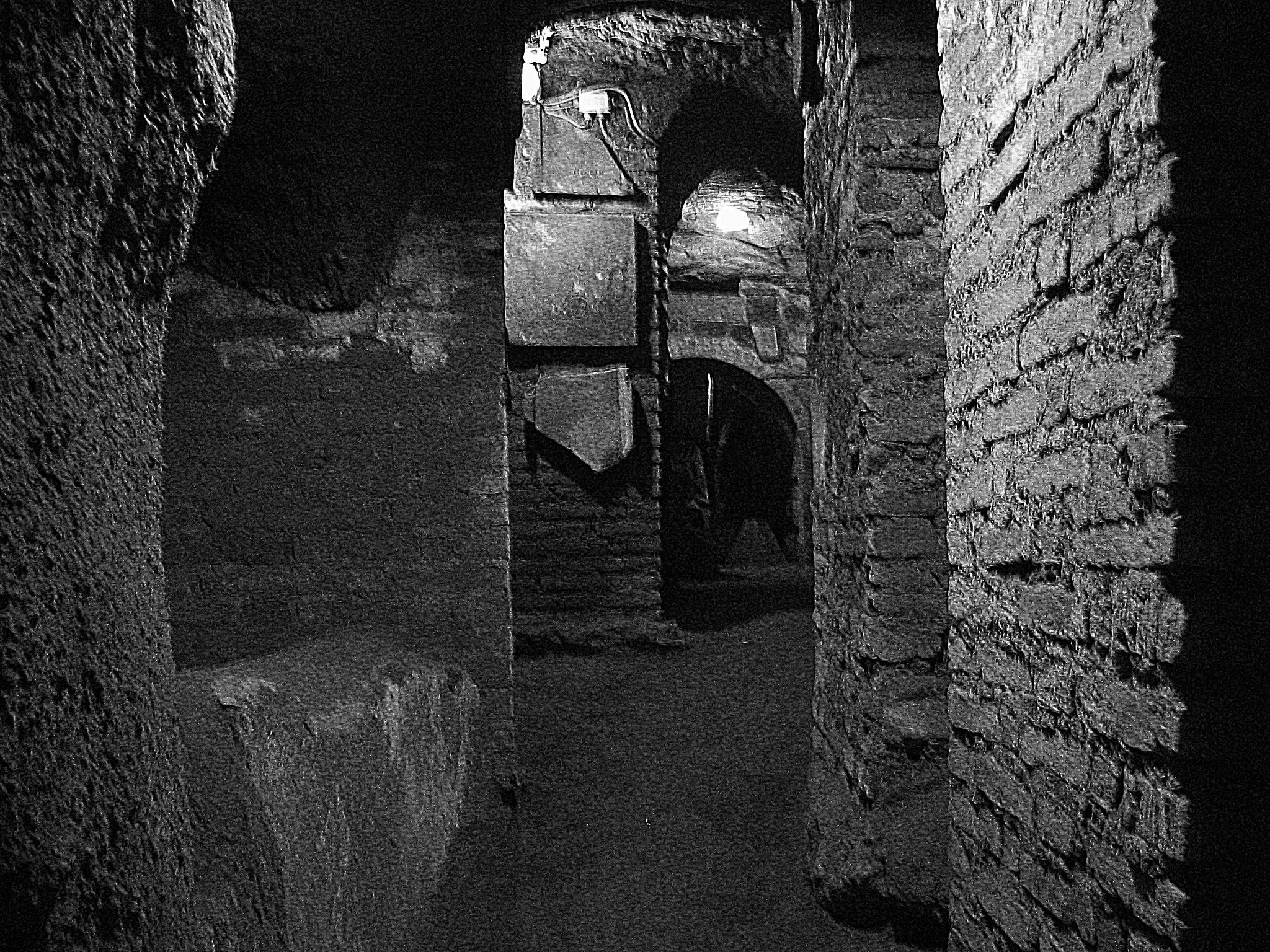
Catacombe di San Sebastiano, Roma

Le catacombe non nacquero per esigenze di difesa dalle persecuzioni, anzi sono state ritrovate anche catacombe pagane e giudaiche. Fu piuttosto l'esigenza di inumare i defunti, secondo la dottrina della risurrezione predicata da Gesù, a far sì che i cristiani usassero in maniera preponderante le sepolture sotterranee.
A Roma già nel III secolo, prima della fine della clandestinità, esistevano sette zone diaconali ciascuna con la propria zona catacombale al di fuori della mura. I nomi dati alle catacombe potevano derivare da quelli dei proprietari del terreno (come le catacombe di Priscilla), o di martiri ivi sepolti.
I tracciati irregolari seguivano la struttura geologica del terreno scavato (molto spesso tufo), con più piani sovrapposti. Gli ambulacro (le lunghe gallerie) di larghezza media sugli 80–90 cm ed altezza vicina ai 250 cm, erano in antico chiamate criptae e talvolta vi si aprivano camere sepolcrali più vaste chiamate cubicula. I cubiculi avevano spesso una pianta a forma poligonale e vi erano sepolti personaggi più facoltosi o più venerati; spesso vi si trovano tombe ad arcosolio, cioè urne chiuse sormontate da una nicchia coperta da un arco. I sepolcri sovrapposti si chiamavano loci o loculi e la fila verticale di loculi su una parete veniva chiamata pila.

## Basiliche
Con la liberalizzazione del culto in epoca costantiniana si pose il problema di quale forma dare agli edifici della nuova religione. Le domus ecclesiae erano insufficienti per il numero dei nuovi credenti e i templi classici, oltre che vestigia di religione aborrita dai cristiani, erano strutturati per funzioni all'aperto e non avevano spazi interni sufficienti per le funzioni del nuovo culto, essendo le naos destinate ad ospitare solo la statua del Dio e semmai i sacerdoti.
La messa, definitivamente codificata proprio nel IV secolo, richiedeva degli edifici monumentali, che vennero costruiti usando come modello la basilica romana, cioè un edificio non legato alla religione e polifunzionale, strutturato in modo semplice. 

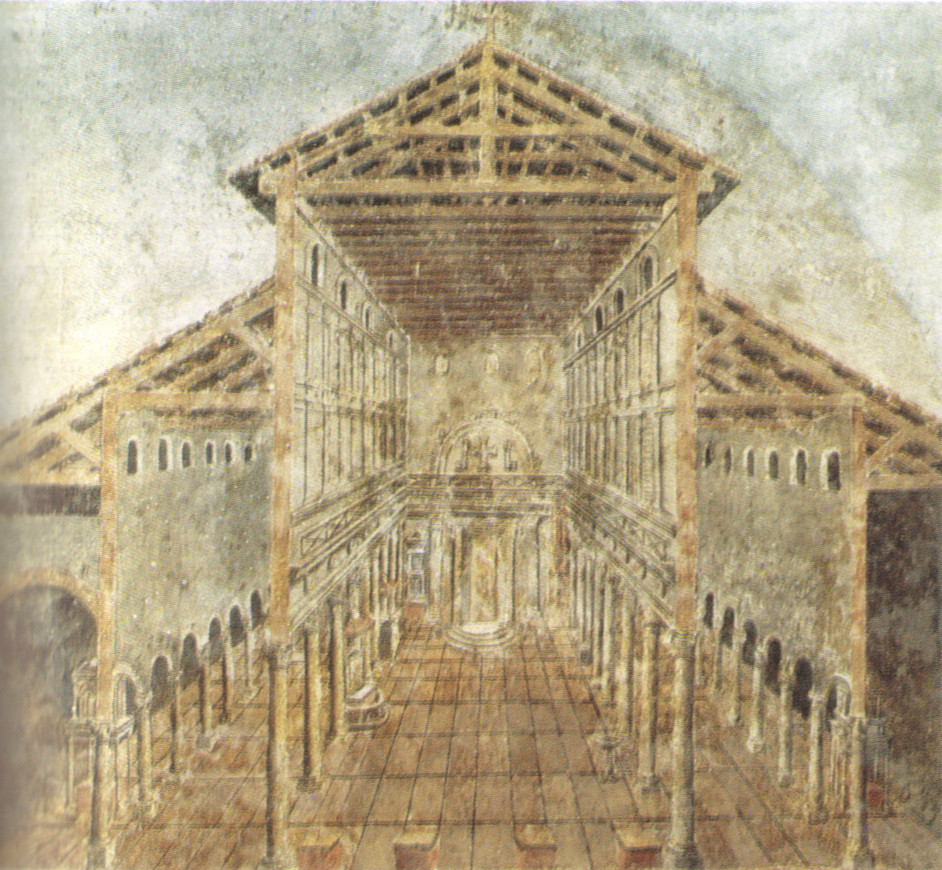
Affresco riproducente l'antico aspetto della Basilica di San Pietro in Vaticano in epoca costantiniana

La basilica cristiana mantiene infatti la planimetria rettangolare e la suddivisione in tre navate, spostando però l'accesso su un lato corto (a differenza di quella romana che lo aveva spesso sul lato più lungo) e mantenendo l'abside solo sul lato opposto. Tale rotazione crea uno spazio inedito, fortemente direzionato e prospettico, che indirizza a dirigersi e rivolgersi verso l'abside, solitamente orientata, dove venne posizionato l'altare, ripreso dalle are pagane, che divenne il centro focale dell'architettura. Un testo attribuito a Papa Clemente I, ma forse del IV secolo, recita a proposito della costruzione delle basiliche: 
L'oriente era quindi il luogo dove si trova il Paradiso e dove si trova anche Cristo, che tornando sulla terra proverrà da tale direzione. Nello stesso testo si recita come il seggio del vescovo debba stare al centro, affiancato dai sacerdoti, e che i diaconi abbiano la cura di disporre in zone separate i laici, divisi tra uomini e donne; nel mezzo, in un luogo rialzato, doveva stare il lettore dei testi sacri.
La basilica paleocristiana presentava anche elementi nuovi come il transetto che comunque iniziò ad essere adottato solo in un secondo momento e nei primi secoli fu piuttosto raro, anche se presente nella primitiva basilica di San Pietro in Vaticano, quale navata trasversale disposta davanti al presbiterio, che dà alla basilica la forma planimetrica di una croce, anche con valore simbolico.
La prima basilica cristiana fu probabilmente San Giovanni in Laterano, costruita su un terreno donato da Costantino stesso dopo l'editto di Milano, con una struttura a cinque navate divise da quattro file di colonne. Circa cinque anni più tardi fu iniziata quella di San Pietro in Vaticano.
Uno degli elementi tipici delle prime basiliche era la presenza di un atrium, esterno alla basilica, o di un quadriportico o nartece: essi erano usati dai catecumeni, cioè i non battezzati, che potevano assistere solo alla prima parte della messa, durante la quale si leggevano i testi sacri, per poi dover uscire. Non essendo ancora pienamente compreso e strutturato il sacramento della confessione, il battesimo veniva infatti normalmente dato solo agli adulti, e spesso in un'età avanzata che "lavasse" tutti i peccati fino ad allora commessi. Antiche basiliche con quadriportico erano San Pietro in Vaticano o la basilica del Santo Sepolcro a Gerusalemme (fatta costruire da Sant'Elena durante il suo viaggio in Terra santa).
La navata centrale era più alta di quelle laterali ed era in genere coperta da un soffitto ligneo a capriate, talvolta coperte da cassettoni, come nella basilica di Santa Maria Maggiore a Roma. Le navate laterali avevano soffitti più bassi, per questo la facciata aveva in genere un profilo a capanna con lati spioventi, detti salienti. La copiosa illuminazione era garantita dalle finestre che si aprivano nella parte superiore della navata centrale, proprio nella porzione che svettava sulle navate laterali, detta cleristorio, o sulle navate laterali stesse. I colonnati che dividevano le navate erano più spesso architravati (basilica di Santa Maria Maggiore) piuttosto che composti da sequenze di archi.
Tra le basiliche più importanti del IV secolo vi sono quelle promosse dall'imperatore stesso o dalla sua famiglia, come le quattro basiliche patriarcali di Roma e di Gerusalemme, e quelle più tarde di Milano e di Ravenna.

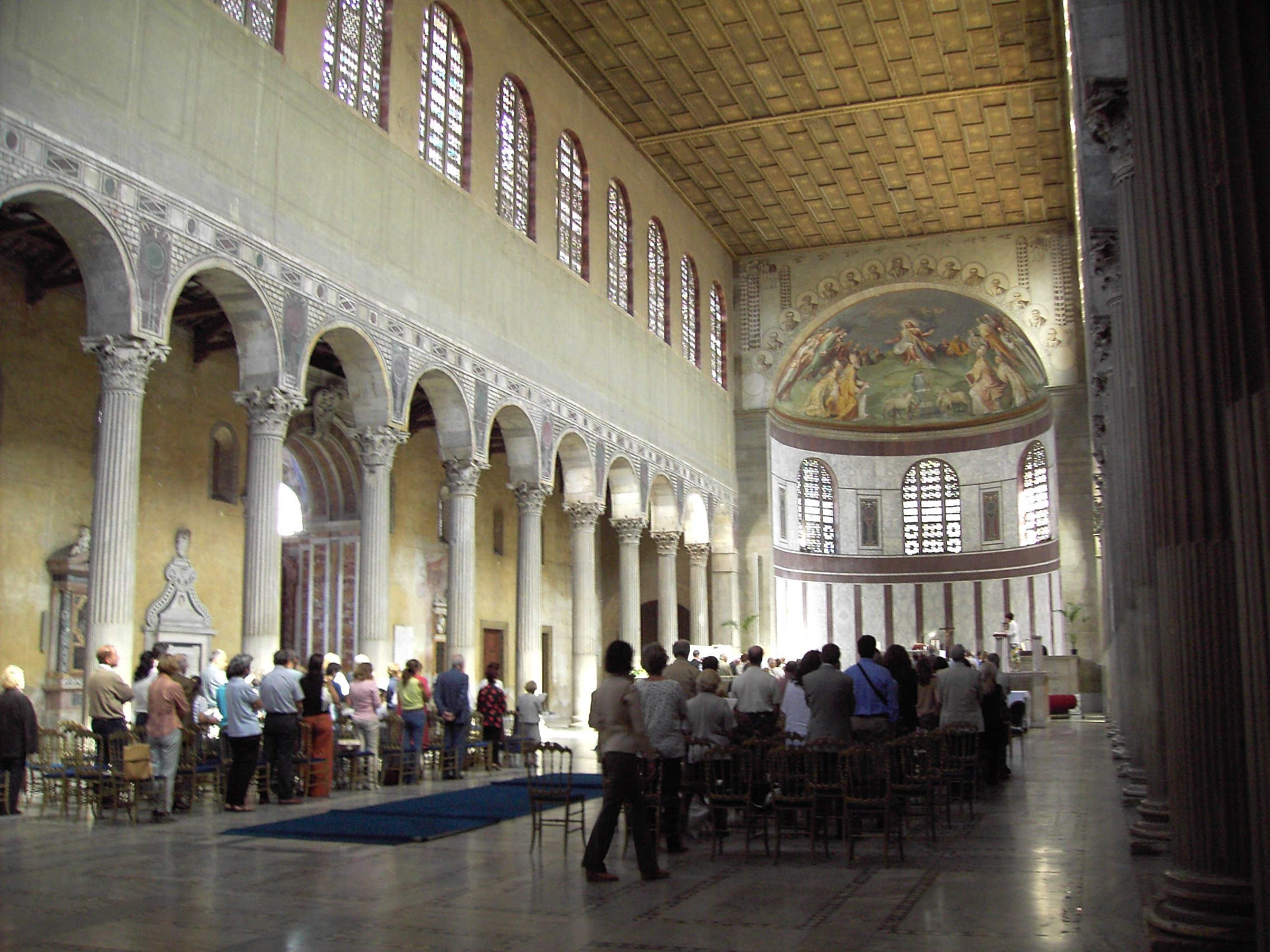
Interno paleocristiano (un tempo con capriate a vista) della Basilica di Santa Sabina, a Roma

Le basiliche in Terra santa, in particolare, presentavano caratteri specifici legati a particolari esigenze di culto: quella del Santo Sepolcro inglobava il tempietto che ospitava la pietra su cui era stato deposto il corpo di Cristo, prima al centro di un porticato, poi al di sotto di una cupola, dalla quale si accedeva a un cortile porticato che portava alla basilica vera e propria, preceduta a sua volta da un quadriportico.
A Betlemme la basilica della Natività aveva una zona a base ottagonale al posto dell'abside, dove era conservata la Grotta di Cristo, con la pietra della natività, dove secondo la tradizione venne partorito Gesù.
Ci sono giunti pochi esempi di basiliche paleocristiane, per via delle continue ricostruzioni e manomissioni nei secoli, e il loro aspetto oggi è spesso legato a restauri. Tra le più importanti e significative ci sono Santa Sabina a Roma e le basiliche di Ravenna, come Sant'Apollinare in Classe. Una basilica originale, in quanto non nata come luogo di culto, è la Basilica Palatina di Costantino a Treviri, caratterizzata sia dall'aula unica di eccezionale grandezza, sia dal primo esempio di decorazione esterna delle pareti, tramite grandi arcate cieche nelle quali erano inserite finestre a due livelli diversi.

## Edifici a pianta centrale

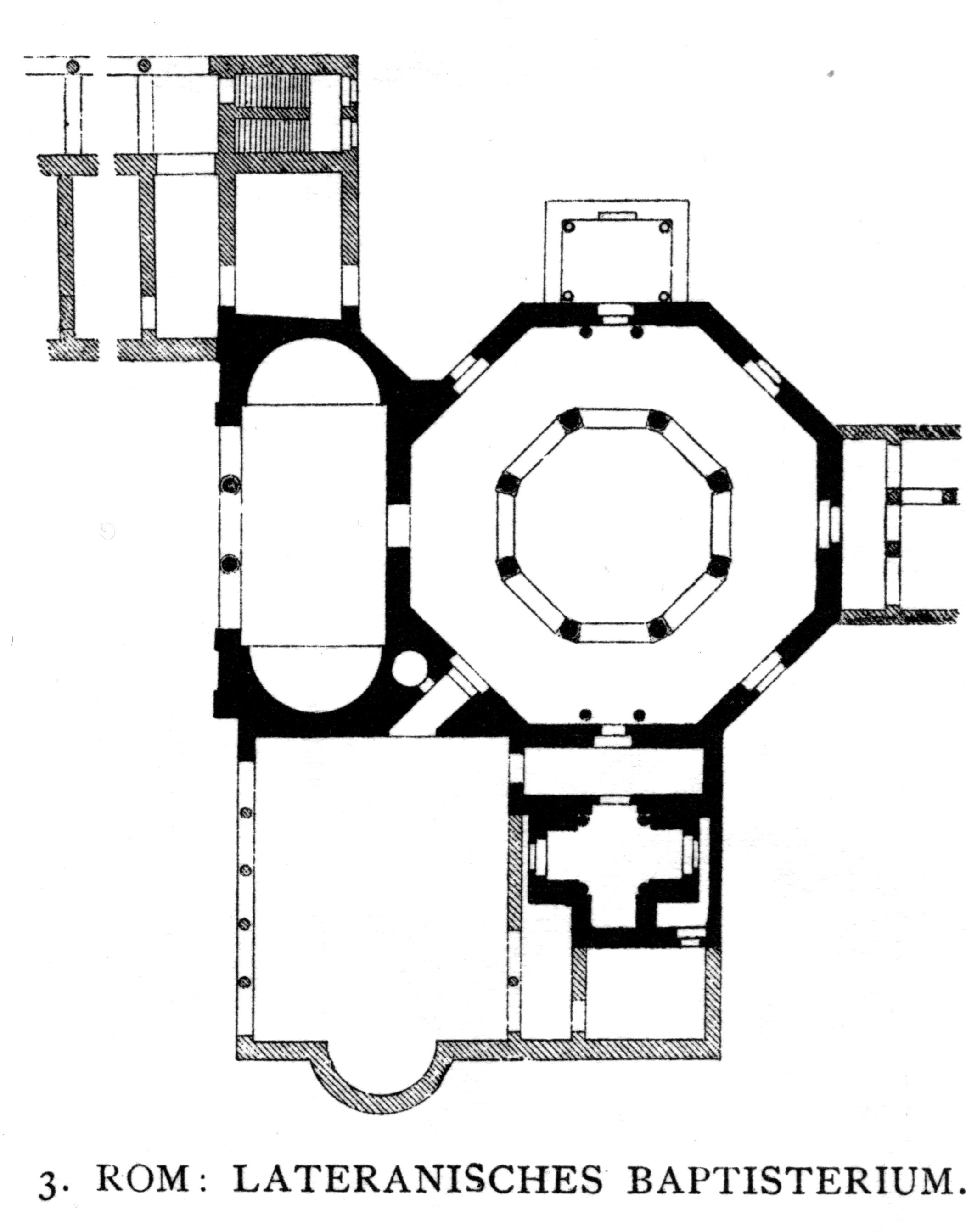
la pianta del battistero lateranense

Contemporaneamente alle basiliche l'architettura paleocristiana vide l'erezione di edifici a pianta centrale, circolare o ottagonale, quasi sempre coperti a cupola. Tra tali edifici troviamo battisteri, mausolei, martyrion, costruiti sopra i luoghi di sepoltura di martiri e ospitanti famose reliquie, le basiliche palatine, destinate all'imperatore e la sua corte, come la basilica di San Lorenzo a Milano, che era provvista di un matroneo usato dalla corte e correlata da sacelli lungo gli assi laterali.
Anche i modelli di queste tipologie sono stati rintracciati nell'architettura romana ed in particolare nei mausolei, nel Pantheon, nei templi monopteri e nei ninfei tardo romani.
Inoltre negli edifici a pianta centrale, sono maggiormente riscontrabili i caratteri dell'architettura tardo antica caratterizzata dalla valorizzazione costruttiva e visiva delle masse murarie e delle volte e da spazi dinamici ed illuminati in modo contrastato.
Tra gli esempi romani si possono citare il mausoleo di Santa Costanza, il battistero lateranense e Santo Stefano Rotondo; ad oriente da ricordare la chiesa costruita da Costantino ad Antiochia e chiamata Domus Aurea, oggi non più esistente.

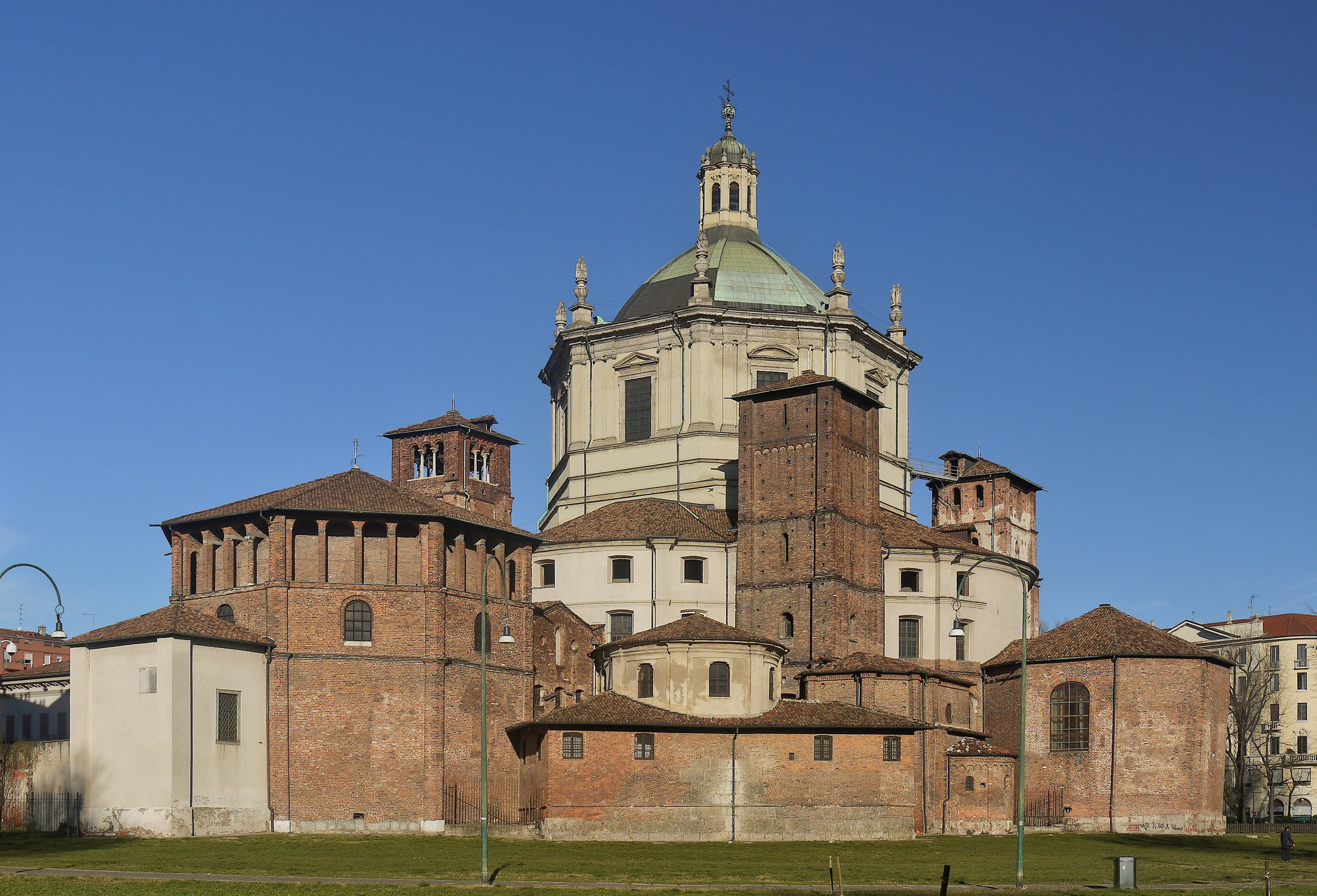
La Basilica di San Lorenzo a Milano.
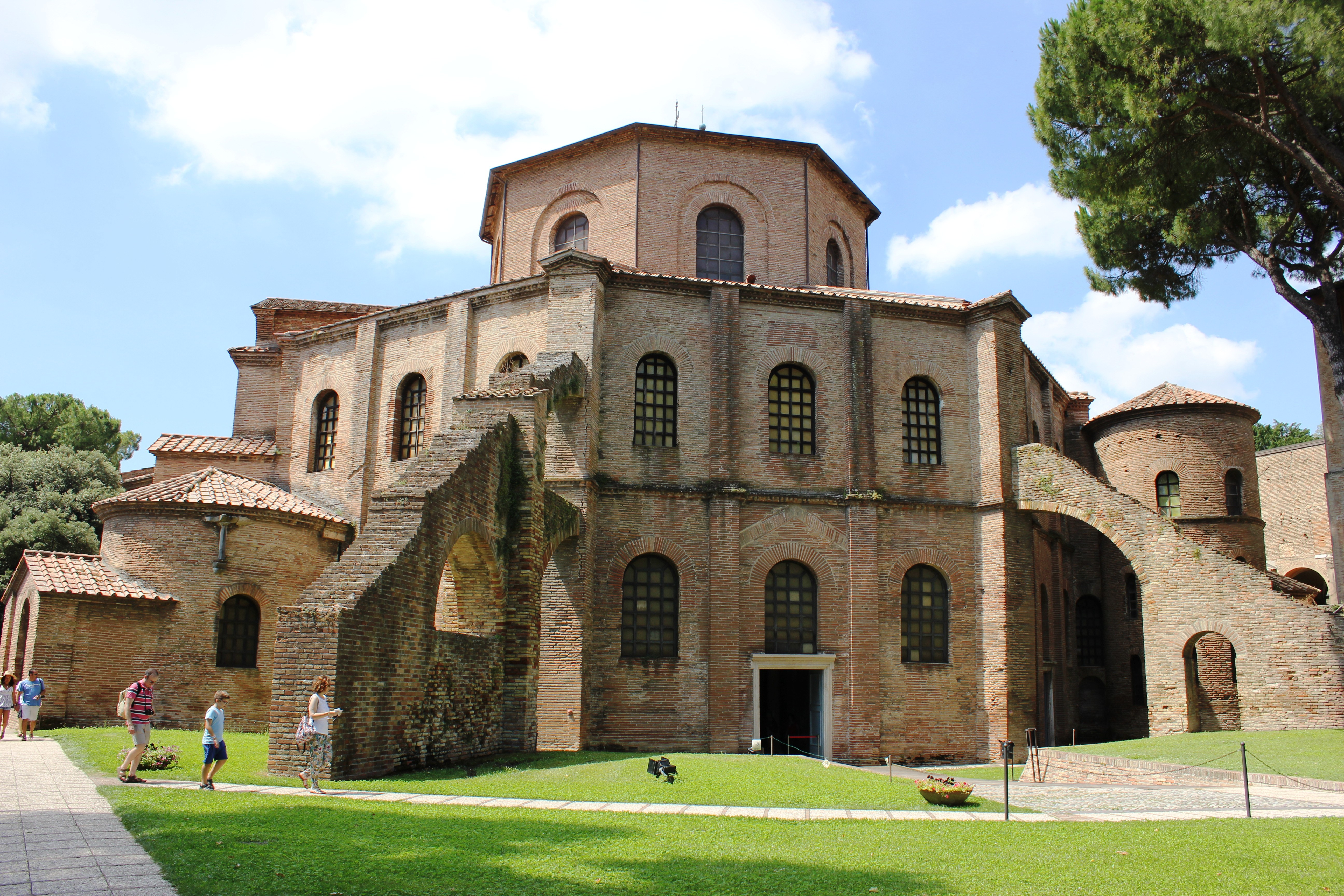
La Basilica di San Vitale a Ravenna.
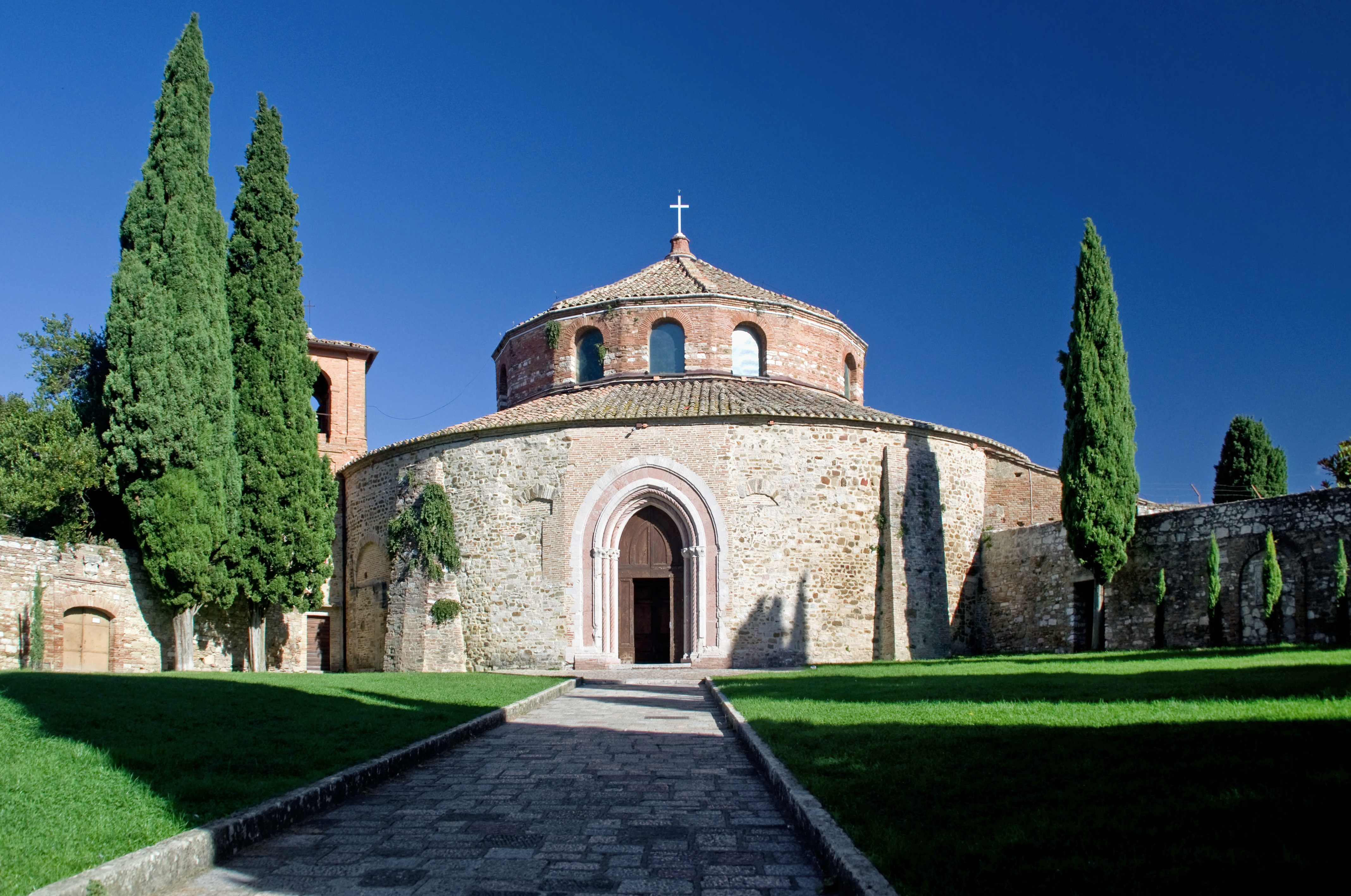
La Chiesa di San Michele Arcangelo a Perugia.
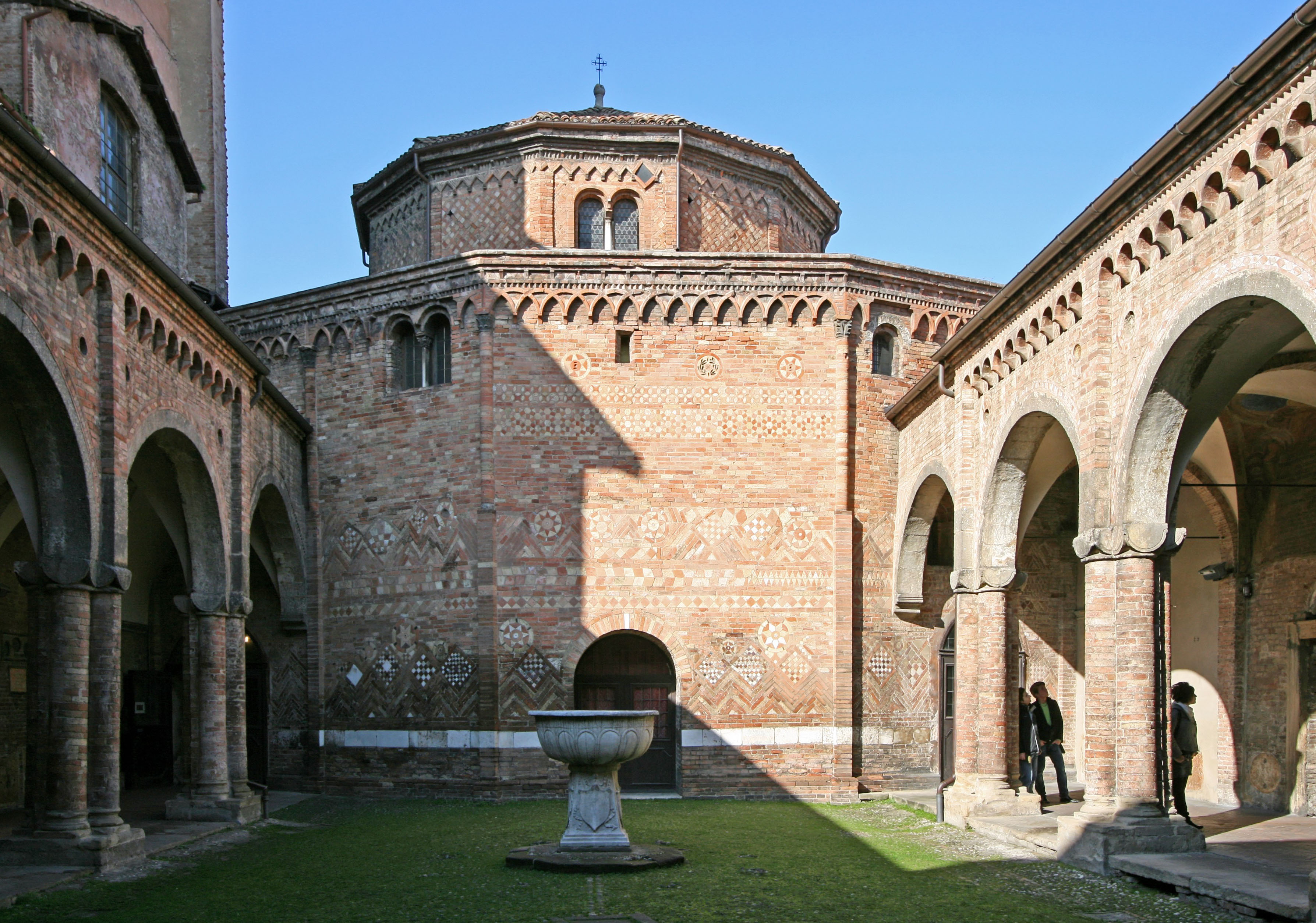
La Chiesa del Santo Sepolcro nel complesso della Basilica di Santo Stefano a Bologna.